# Cladorhiza
Cladorhiza är ett släkte av svampdjur som beskrevs av Michael Sars 1872. Cladorhiza ingår i familjen Cladorhizidae.

## Bildgalleri

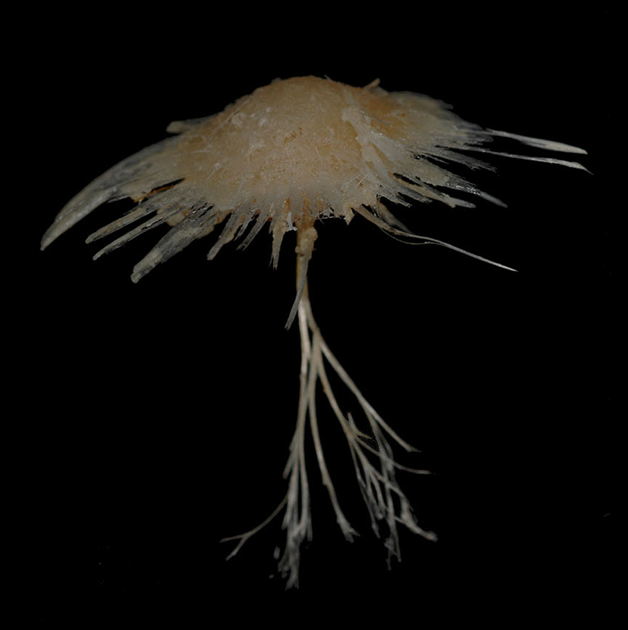
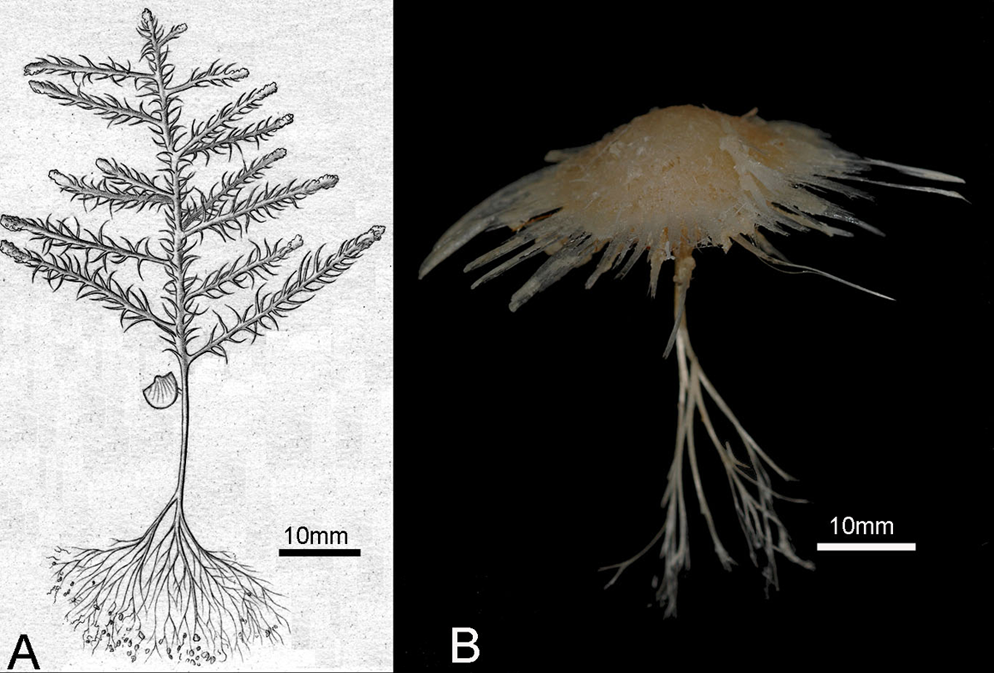
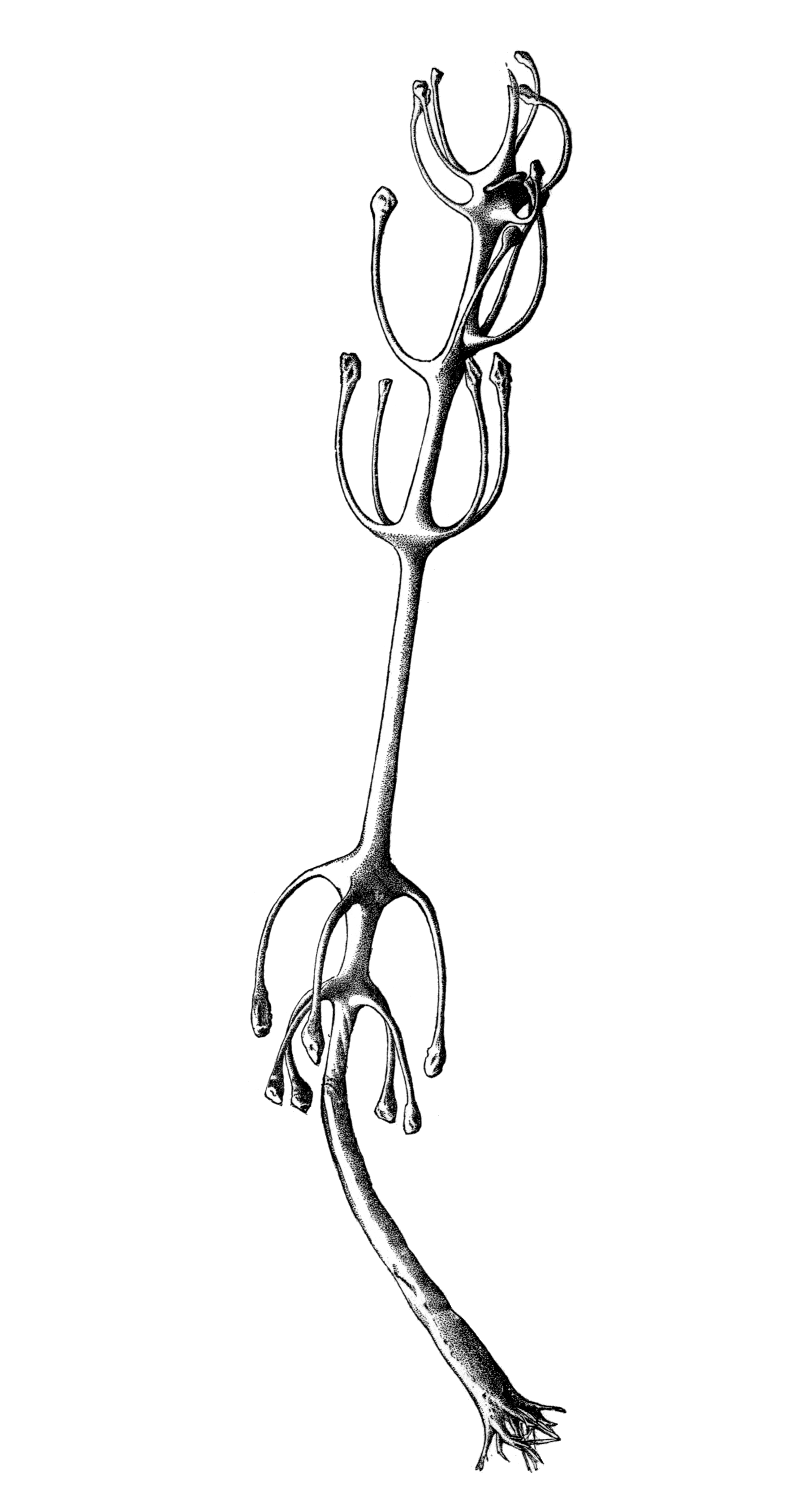
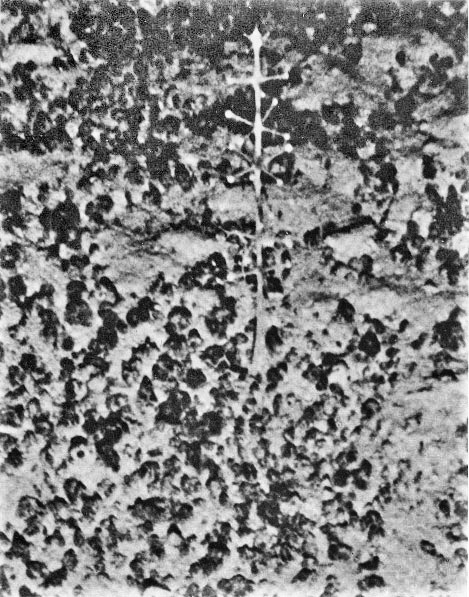

## Dottertaxa tillCladorhiza, i alfabetisk ordning[1][2]
- Cladorhiza abyssicola
- Cladorhiza arctica
- Cladorhiza bathycrinoides
- Cladorhiza corona
- Cladorhiza corticocancellata
- Cladorhiza depressa
- Cladorhiza ephyrula
- Cladorhiza flosabyssi
- Cladorhiza fristedti
- Cladorhiza gelida
- Cladorhiza grandis
- Cladorhiza grimaldii
- Cladorhiza inversa
- Cladorhiza linearis
- Cladorhiza longipinna
- Cladorhiza mani
- Cladorhiza methanophila
- Cladorhiza microchela
- Cladorhiza mirabilis
- Cladorhiza moruliformis
- Cladorhiza nematophora
- Cladorhiza nobilis
- Cladorhiza oxeata
- Cladorhiza pteron
- Cladorhiza rectangularis
- Cladorhiza schistochela
- Cladorhiza segonzaci
- Cladorhiza septemdentalis
- Cladorhiza similis
- Cladorhiza tenuisigma
- Cladorhiza thomsoni
- Cladorhiza tridentata